# Adams (mouche sèche)
Pour les articles homonymes, voir Adams.

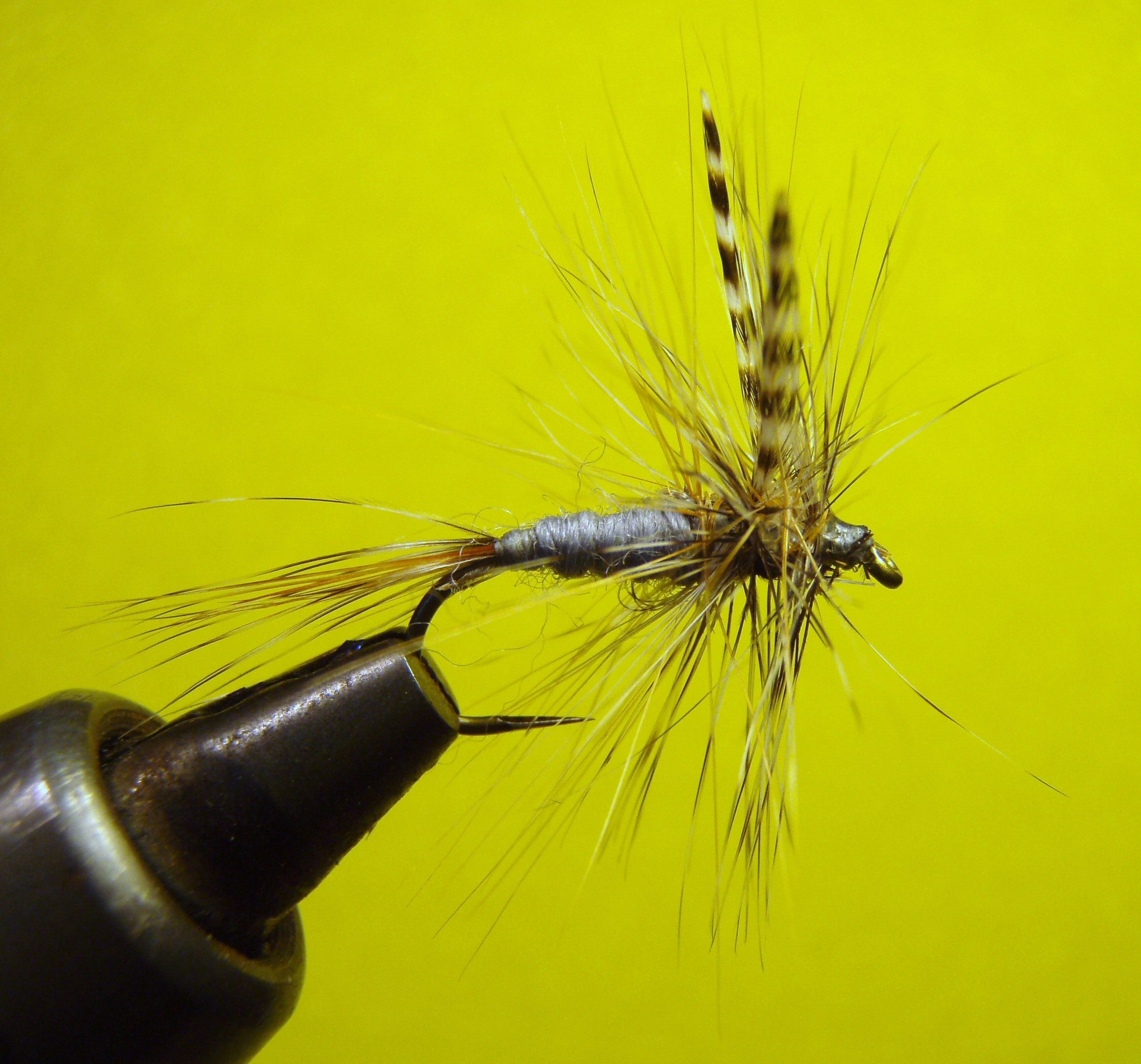
Une mouche sèche Adams #10 montée sur un hameçon sans ardillon.

La Adams est une mouche sèche artificielle utilisée pour pêcher la truite et l'ombre.

## Origine
La Adams a été conçue par Leonard Halladay (de Mayfield, dans le Michigan) en 1922, à la demande de son ami Charles Adams. De couleur grise à marron, il semblerait que cette mouche artificielle était à l'origine destinée à imiter une phrygane adulte (de l'ordre des trichoptères), mais d'autres personnes lui trouvent une ressemblance avec Isonychia bicolor (de l'ordre des éphéméroptères - ou éphémères).

## Utilisation
La Adams est l'une des mouches artificielles les plus utilisées en Amérique du Nord.
Elle peut être montée sur des hameçons allant du numéro 10 à 20 (#10 à #20).
La Adams peut être utilisée quand il n'y a pas de gobage ou alors quand il y a des éclosions d'éphémères.

## La Adams dans la littérature de la pêche à la mouche
« À la surface volettent quelques insectes dans les tons bronze et havane ; vous pensez qu'il s'agit de phryganes [...] et nouez une Adams de 16 de teinte similaire. [...] Sa queue est en poids d'élan brun sombre, son corps en fourrure de raton laveur plus claire ; le cou a des touches couleur miel plutôt que marron, et les ailes sont larges et rayées de sombre - en plumes de cou de poule. C'est une mouche de votre fabrication que vous considérez souvent comme une mouche « générique » [...] »

— John Gierach, Traité du zen et de l'art de la pêche à la mouche

« [...] l'Adams. Cette jolie petite chose aux ailes gris chinchilla est la favorite universelle de tous les pêcheurs, à l'exception des plus sourcilleux. Ce modèle fut originellement monté par Len Halliday pour imiter une phrygane de la Boardman River, dans le Michigan, mais a depuis très largement débordé de ce statut pour venir se fixer dans l'esprit des pêcheurs quelque part entre la mouche imitative et le leurre. Elle ressemble un peu à tout sans que l'on puisse vraiment dire qu'elle ressemble à n'importe quoi [...] »

— John Gierach, Traité du zen et de l'art de la pêche à la mouche